# Ég velünk!
Az Ég velünk! (eredeti cím: Keeping the Faith) 2000-ben bemutatott amerikai romantikus filmvígjáték, melyet Stuart Blumberg forgatókönyvéből, elsőfilmes rendezőként Edward Norton rendezett. A film zenéjét Elmer Bernstein szerezte. A főbb szerepekben Ben Stiller, Edward Norton, Jenna Elfman, Eli Wallach és Anne Bancroft látható.
Az Amerikai Egyesült Államokban 2000. április 14-én mutatták be a mozikban. Bevételi és kritikai szempontból is jól teljesített.

## Cselekmény
Három általános iskolai barát, Jake, Brian és Anna másfél évtized után találkoznak New Yorkban. A katolikus lelkésszé lett Brian és a zsidó rabbi Jake is érdeklődni kezd egykori osztálytársnőjük iránt, így furcsa szerelmi háromszög alakul ki köztük, melyet a két férfi vallási meggyőződései és kötelezettségei tovább bonyolítanak.

## Szereplők
| Színész                    | Szerep                    | Magyar hang       |
| -------------------------- | ------------------------- | ----------------- |
| Ben Stiller                | Jacob "Jake" Schram rabbi | László Zsolt      |
| Samuel R. Goldberg         | Jake tizenévesen          |                   |
| Edward Norton              | Brian Kilkenney Finn atya | Kaszás Gergő      |
| Michael Charles Roman      | Finn tizenévesen          |                   |
| Jenna Elfman               | Anna Reilly               | Kiss Eszter       |
| Blythe Auffarth            | Anna tizenévesen          |                   |
| Anne Bancroft              | Ruth Schram               | Földi Teri        |
| Miloš Forman               | Havel atya                | Kristóf Tibor     |
| Eli Wallach                | Ben Lewis rabbi           | Dobránszky Zoltán |
| Holland Taylor             | Bonnie Rose               | Bókai Mária       |
| Lisa Edelstein             | Ali Decker                | Horváth Lili      |
| Rena Sofer                 | Rachel Rose               | Benkő Nóra        |
| Bodhi Elfman               | Howard                    |                   |
| Brian George               | Paulie Chopra             | Bácskai János     |
| Ron Rifkin                 | Larry Friedman            | Uri István        |
| David Wain                 | Steve Posner              |                   |
| Eugene Katz                | Mohel                     |                   |
| Ken Leung                  | Don, üzlettulajdonos      | Welker Gábor      |
| Susie Essman               | Ellen Friedman            | Pálos Zsuzsa      |
| Catherine Lloyd Burns      | Debbie                    | Koffler Gizi      |
| Radio Man (Craig Castaldo) | önmaga                    |                   |
| Brian Anthony Wilson       | T-Bone                    | Bolla Róbert      |

## Fordítás
- Ez a szócikk részben vagy egészben  a   Keeping the Faith című angol Wikipédia-szócikk fordításán alapul.  Az eredeti cikk szerkesztőit annak laptörténete sorolja fel. Ez a jelzés csupán a megfogalmazás eredetét és a szerzői jogokat jelzi, nem szolgál a cikkben szereplő információk forrásmegjelöléseként.